# Виктор Аничкин
Виктор Аничкин (на руски: Виктор Аничкин) е съветски футболист.

## Кариера
Юноша е на Авангард (1954-1955). От 1960 до 1972 г. играе за Динамо Москва, а след това за кратко и в Динамо Брянск. Един от водещите играчи през 1960-те за Динамо. Между 1963 и 1971 г. Аничкин е капитан на отбора (122 мача в шампионата на СССР).
Той е претърпява сериозни наранявания, поради които понякога трябва да пропусне цял сезон. Заради контузии не участва на Световното първенство от 1966 г.
След края на футболната си кариера, той работи в Министерството на вътрешните работи на СССР и по това време и като треньор на юношески отбори на Авангард.
Аничкин умира от сърдечна недостатъчност на 33 години, малко след завършването на кариерата си.

## Отличия

### Отборни
Динамо Москва
- Съветска Висша лига: 1963
- Купа на СССР по футбол: 1967, 1970